# Ojo de Agua Grande, Michoacán de Ocampo
Ojo de Agua Grande är en ort i Mexiko.   Den ligger i kommunen Queréndaro och delstaten Michoacán de Ocampo, i den södra delen av landet, 180 km väster om huvudstaden Mexico City. Ojo de Agua Grande ligger 2 460 meter över havet och antalet invånare är 105.
Terrängen runt Ojo de Agua Grande är kuperad, och sluttar norrut. Runt Ojo de Agua Grande är det ganska tätbefolkat, med 90 invånare per kvadratkilometer. Närmaste större samhälle är Zinapécuaro, 13,7 km norr om Ojo de Agua Grande. I omgivningarna runt Ojo de Agua Grande växer i huvudsak blandskog.